# Heteropoda fischeri
Heteropoda fischeri är en spindelart som beskrevs av Jäger 2005. Heteropoda fischeri ingår i släktet Heteropoda och familjen jättekrabbspindlar. Inga underarter finns listade i Catalogue of Life.